# Charles James Fox

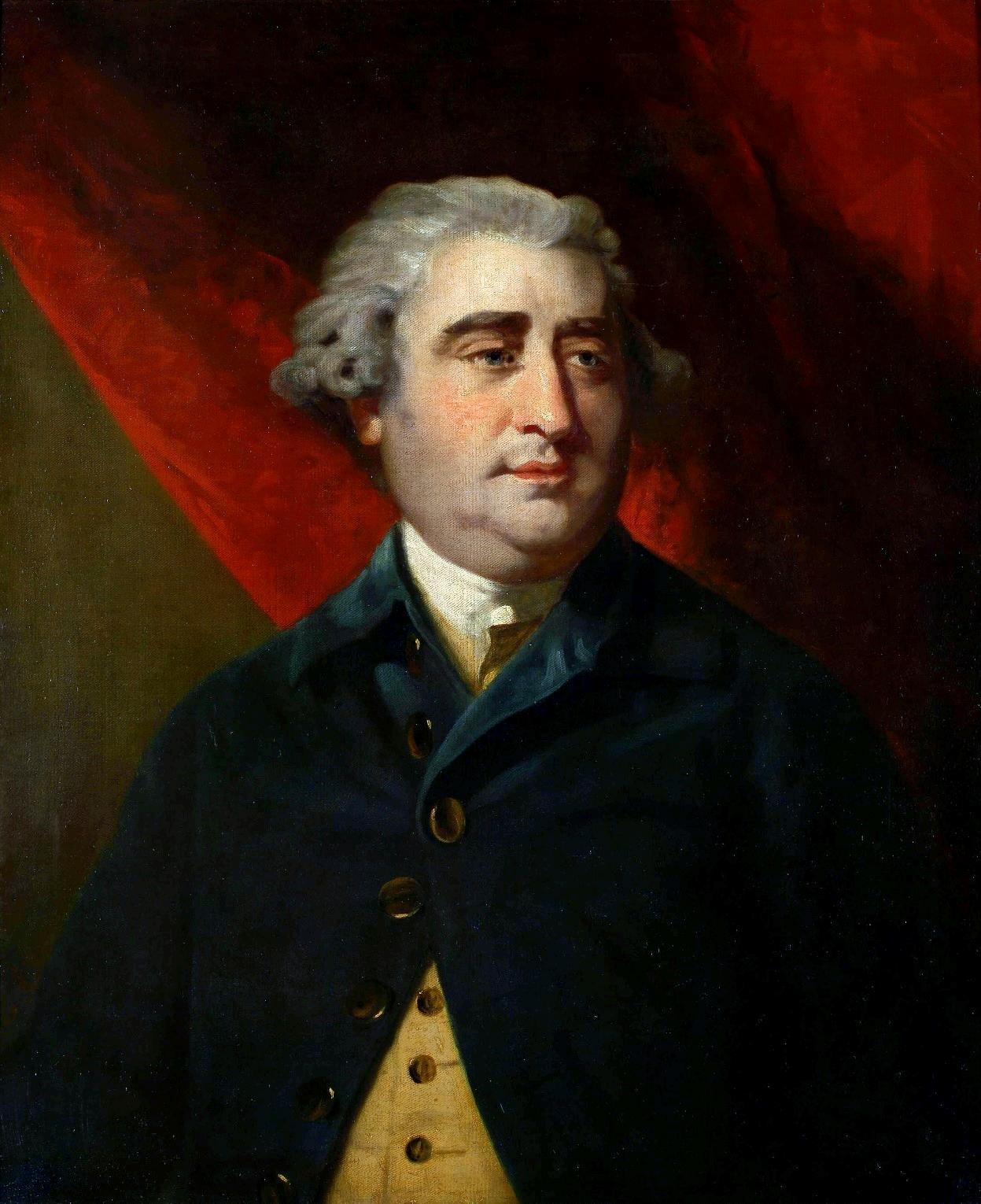
Charles James Fox, geschilderd door Joshua Reynolds

Charles James Fox (Londen, 24 januari 1749 - Chiswick, 13 september 1806), was een prominent Brits politicus uit de Whig-party. Hij was 38 jaar aaneen lid van het Britse parlement en was de aartsrivaal van premier William Pitt de Jongere. Hij was een begaafd redenaar maar trok ook de aandacht vanwege zijn kleurrijke privéleven. Zijn politieke meningen waren aanvankelijk conservatief en conventioneel. Door de Amerikaanse Onafhankelijkheidsoorlog en onder invloed van Edmund Burke werd hij een van de meest radicale parlementariërs van zijn tijd. Zijn politieke geloofwaardigheid verminderde toen hij Frankrijk bleef steunen tijdens de Revolutionaire Oorlogen. Hij was een actievoerder tegen de slavernij en een belangrijke parlementaire pleitbezorger van religieuze tolerantie en individuele vrijheid.

## Biografie
Fox was de zoon van Henry Fox (1705-1774), Baron Holland, en Lady Caroline Lennox, een dochter van Charles Lennox, Hertog van Richmond. Zijn vader was een bondgenoot van Robert Walpole en een rivaal van Pitt de Oudere. Al in zijn jeugd ontwikkelde hij een voorliefde voor gokken, rokkenjagen en buitenlandse mode. Hij studeerde aan de prestigieuze Universiteit van Oxford.
Voor de algemene verkiezingen van 1768 kocht Henry Fox voor zijn zoon een zetel in het parlement voor het kiesdistrict Westhockse Midhurst, hoewel Charles  pas negentien was en technisch gezien niet in aanmerking kwam voor een zetel in het parlement. Fox had zitting voor de Whig-party. Hij verwierf al snel een reputatie als buitengewoon begaafde redenaar. Hij werd in 1772 en in 1774 benoemd in lagere posten in de regering, maar nam beide keren ontslag uit onvrede met het regeringsbeleid. 

## Radicaal politicus

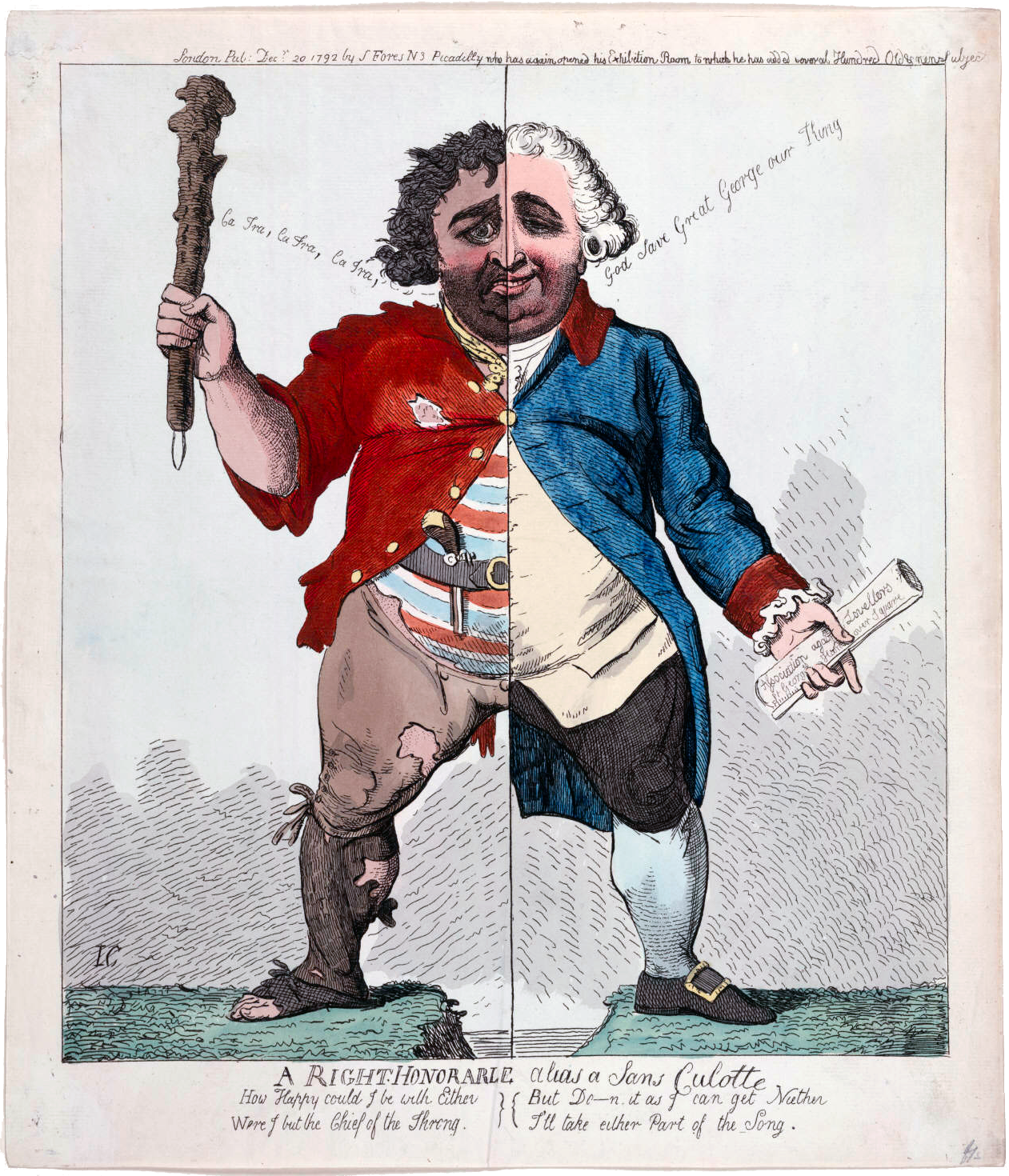
Spotprent waarin Fox gedeeltelijk als een Franse revolutionaire sansculotte is afgebeeld (1792)

Na 1774 begon Fox zijn politieke positie te heroverwegen onder invloed van Edmund Burke en de gebeurtenissen in Amerika. Hij werd een fervent tegenstander van koning George III, die hij ervan verdacht in Groot-Brittannië een absolute monarchie te willen invoeren. Hij steunde de Amerikaanse patriotten en kleedde zich zelfs in de kleuren van het leger van George Washington. Hij was in 1782 korte tijd de eerste minister van Buitenlandse Zaken van Groot-Brittannië in de regering van Lord Rockingham. In 1783 bekleedde hij die post weer in een coalitieregering met Lord North. Echter, de koning dwong Fox en North om uit de regering te stappen, en benoemde de vierentwintig-jarige Pitt de Jongere. Fox bracht de volgende tweeëntwintig jaar in de oppositie door en werd de aartsrivaal van Pitt.  Dit was een herhaling van de rivaliteit die er een generatie eerder tussen hun vaders had bestaan.

## Franse Revolutie
Toen koning George III in 1788 door een episode van krankzinnigheid niet meer in staat was te regeren, leek Fox dicht bij een Eerste Ministerschap. Hij was goed bevriend met de Prins van Wales, die tot regent benoemd zou worden. De koning herstelde echter zodat er geen regentschap nodig was en Pitt bleef premier.
Fox was een voorstander van de Franse Revolutie. Zijn vriendschap met zijn mentor Burke en zijn parlementaire geloofwaardigheid leden onder het feit dat hij Frankrijk bleef steunen tijdens de Revolutionaire Oorlogen. 
Fox heeft nooit echte regeringsmacht gehad; hij is behalve door zijn rivaliteit met Pitt de Jongere ook bekend gebleven als een actievoerder tegen de slavernij en een belangrijke parlementaire pleitbezorger van religieuze tolerantie en individuele vrijheid. Na de dood van Pitt in januari 1806 diende Fox weer als minister van Buitenlandse Zaken in het 'Ministerie van Alle Talenten' van William Grenville. Hij stierf zelf enkele maanden later, 57 jaar oud.

## Privé leven

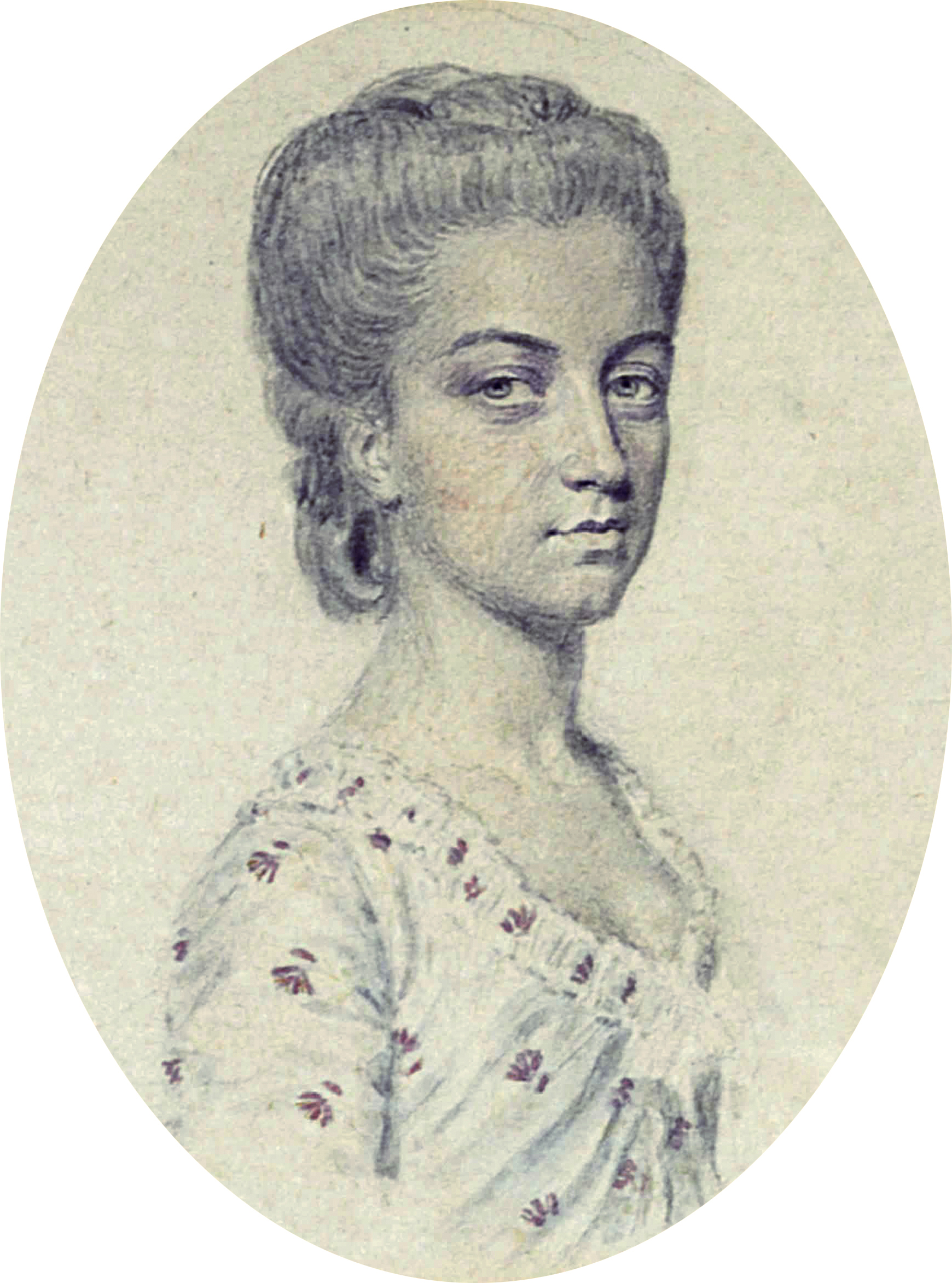
Elizabeth Armistead, met wie Fox in 1795 in het geheim trouwde

Fox's wilde privéleven was berucht:  hij stond bekend om zijn losbandigheid en zijn drinken en was een beruchte gokker. Tussen 1772 en 1774 moest zijn vader al £ 120.000 aan schulden voor hem afbetalen. Fox werd tussen 1781 en 1784 tweemaal failliet verklaard.
Hij was ook een notoire rokkenjager. In 1784 of 1785 ontmoette hij Elizabeth Armistead, een voormalige courtisane en minnares van de Prins van Wales. Hij trouwde met haar op 28 september 1795 maar maakte dat pas in oktober 1802 bekend. Zijn vrouw werd nooit echt geaccepteerd aan het hof. Onder haar invloed matigde hij geleidelijk zijn gedrag. 

## Externe bronnen
- Arthur C.V.D. Aspinall. Charles James Fox, British politician.. Encyclopaedia Britannica
- Fox Hon. Charles James (1749-1806), of Wimbledon, Surr. The History of Parliament: the House of Commons 1754-1790, ed. L. Namier, J. Brooke., 1964.
- Charles James Fox. Past foreign secretaries. (Officiële website Britse overheid.)

- Bibsys: 90548304
- Biblioteca Nacional de España: XX1368527
- Bibliothèque nationale de France: cb12396188s (data)
- Catàleg d'autoritats de noms i títols de Catalunya: 981060726472306706
- CiNii: DA05469975
- Gemeinsame Normdatei: 118684353
- International Standard Name Identifier: 0000 0001 1759 056X
- Library of Congress Control Number: n50032759
- Nationale Bibliotheek van Tsjechië: jo20201064773
- Nationale bibliotheek van Australië: 35097187
- Nationale Bibliotheek van Israël: 987007270703405171
- Nederlandse Thesaurus van Auteursnamen: 070039666
- Istituto Centrale per il Catalogo Unico: UBOV524703
- LIBRIS: 187286
- SNAC: w6xk8ktw
- Système universitaire de documentation: 033056757
- Museum of New Zealand Te Papa Tongarewa: 68413
- Trove: 825700
- Virtual International Authority File: 39462521
- WorldCat: E39PBJdx9mtwypGtG4MXMVMHG3